# Herophydrus bilardoi
Herophydrus bilardoi là một loài bọ cánh cứng trong họ Bọ nước. Loài này được Biström & Nilsson miêu tả khoa học năm 2002.